# Аль-Аннат
Аль-Аннат (англ. al-Annat, араб. العانات) — поселення в Сирії, що складає невеличку друзьку общину в нохії Сальхад, яка входить до складу однойменної мінтаки Сальхад в південній сирійській мухафазі Ас-Сувейда.